# Verizon Tennis Challenge 2001 - Qualificazioni singolare
Le qualificazioni del singolare  del Verizon Tennis Challenge 2001 sono state un torneo di tennis preliminare per accedere alla fase finale della manifestazione. I vincitori dell'ultimo turno sono entrati di diritto nel tabellone principale. In caso di ritiro di uno o più giocatori aventi diritto a questi sono subentrati i lucky loser, ossia i giocatori che hanno perso nell'ultimo turno ma che avevano una classifica più alta rispetto agli altri partecipanti che avevano comunque perso nel turno finale.
Le qualificazioni del torneo Verizon Tennis Challenge 2001 prevedevano 32 partecipanti di cui 4 sono entrati nel tabellone principale.

## Teste di serie
1. Michal Tabara (Qualificato)
2. Paradorn Srichaphan (primo turno)
3. Peter Wessels (primo turno)
4. Markus Hantschk (primo turno)

1. Alexandre Simoni (ultimo turno)
2. Justin Gimelstob (primo turno)
3. Christian Ruud (primo turno)
4. André Sá (Qualificato)

## Qualificati
1. Michal Tabara
2. Nicolas Thomann

1. Martín Rodríguez
2. André Sá

## Tabellone

### Legenda
| - Q = Qualificato - WC = Wild card - LL = Lucky loser | - ALT = Alternate - SE = Special Exempt - PR = Protected Ranking | - w/o = Walkover - r = Ritirato - d = Squalificato |

### Sezione 1
|  | Primo turno     | Primo turno      | Primo turno      | Primo turno | Primo turno |  |  | Secondo turno | Secondo turno    | Secondo turno    | Secondo turno    | Secondo turno |   |   | Ultimo turno | Ultimo turno  | Ultimo turno | Ultimo turno | Ultimo turno |  |
|  |                 |                  |                  |             |             |  |  |               |                  |                  |                  |               |   |   |              |               |              |              |              |  |
|  | 1               | Michal Tabara    | Michal Tabara    | 6           | 6           |  |  |               |                  |                  |                  |               |   |   |              |               |              |              |              |  |
|  |                 | Clemens Trimmel  | Clemens Trimmel  | 4           | 3           |  |  | 1             | Michal Tabara    | 4                | 6                | 7             |   |   |              |               |              |              |              |  |
|  | José de Armas   | José de Armas    | José de Armas    | 6           | 6           |  |  |               | José de Armas    | 6                | 3                | 6(1)          |   |   |              |               |              |              |              |  |
|  | Zack Fleishman  | Zack Fleishman   | Zack Fleishman   | 3           | 3           |  |  |               |                  |                  |                  |               |   |   | 1            | Michal Tabara | 6            | 2            | 7            |  |
|  | Orlin Stanojčev | Orlin Stanojčev  | 3                | 6           | 7           |  |  |               |                  | 5                | Alexandre Simoni | 3             | 6 | 5 |              |               |              |              |              |  |
|  | Martin Lee      | Martin Lee       | 6                | 3           | 5           |  |  |               | Orlin Stanojčev  | Orlin Stanojčev  | 1                | 2             |   |   |              |               |              |              |              |  |
|  | 5               | Alexandre Simoni | Alexandre Simoni | 6           | 6           |  |  | 5             | Alexandre Simoni | Alexandre Simoni | 6                | 6             |   |   |              |               |              |              |              |  |
|  |                 | Dick Norman      | Dick Norman      | 4           | 4           |  |  |               |                  |                  |                  |               |   |   |              |               |              |              |              |  |

### Sezione 2
|  | Primo turno      | Primo turno         | Primo turno      | Primo turno | Primo turno |  |  | Secondo turno   | Secondo turno   | Secondo turno   | Secondo turno  | Secondo turno |   |   | Ultimo turno    | Ultimo turno    | Ultimo turno | Ultimo turno | Ultimo turno |  |
|  |                  |                     |                  |             |             |  |  |                 |                 |                 |                |               |   |   |                 |                 |              |              |              |  |
|  |                  | Nicolas Thomann     | 64               | 6           | 6           |  |  |                 |                 |                 |                |               |   |   |                 |                 |              |              |              |  |
|  | 2                | Paradorn Srichaphan | 7                | 4           | 4           |  |  | Nicolas Thomann | Nicolas Thomann | Nicolas Thomann | 6              | 6             |   |   |                 |                 |              |              |              |  |
|  | Kevin Kim        | Kevin Kim           | 68               | 7           | 6           |  |  | Kevin Kim       | Kevin Kim       | Kevin Kim       | 1              | 2             |   |   |                 |                 |              |              |              |  |
|  | Taylor Dent      | Taylor Dent         | 7                | 5           | 3           |  |  |                 |                 |                 |                |               |   |   | Nicolas Thomann | Nicolas Thomann | 6            | 2            | 6            |  |
|  | Cyril Saulnier   | Cyril Saulnier      | Cyril Saulnier   | 6           | 6           |  |  |                 |                 | Irakli Labadze  | Irakli Labadze | 1             | 6 | 3 |                 |                 |              |              |              |  |
|  | Nicolas Coutelot | Nicolas Coutelot    | Nicolas Coutelot | 3           | 2           |  |  | Cyril Saulnier  | Cyril Saulnier  | 4               | 7              | 65            |   |   |                 |                 |              |              |              |  |
|  |                  | Irakli Labadze      | Irakli Labadze   | 6           | 6           |  |  | Irakli Labadze  | Irakli Labadze  | 6               | 5              | 7             |   |   |                 |                 |              |              |              |  |
|  | 7                | Christian Ruud      | Christian Ruud   | 3           | 3           |  |  |                 |                 |                 |                |               |   |   |                 |                 |              |              |              |  |

### Sezione 3
|  | Primo turno           | Primo turno           | Primo turno | Primo turno | Primo turno |  |  | Secondo turno         | Secondo turno         | Secondo turno         | Secondo turno | Secondo turno |   |    | Ultimo turno     | Ultimo turno     | Ultimo turno | Ultimo turno | Ultimo turno |  |
|  |                       |                       |             |             |             |  |  |                       |                       |                       |               |               |   |    |                  |                  |              |              |              |  |
|  |                       | Martín Rodríguez      | 6           | 2           | 7           |  |  |                       |                       |                       |               |               |   |    |                  |                  |              |              |              |  |
|  | 3                     | Peter Wessels         | 3           | 6           | 64          |  |  | Martín Rodríguez      | Martín Rodríguez      | Martín Rodríguez      | 6             | 6             |   |    |                  |                  |              |              |              |  |
|  | Levar Harper-Griffith | Levar Harper-Griffith | 6           | 1           | 7           |  |  | Levar Harper-Griffith | Levar Harper-Griffith | Levar Harper-Griffith | 0             | 1             |   |    |                  |                  |              |              |              |  |
|  | Dmitrij Tursunov      | Dmitrij Tursunov      | 3           | 6           | 6           |  |  |                       |                       |                       |               |               |   |    | Martín Rodríguez | Martín Rodríguez | 6            | 1            | 7            |  |
|  | James Blake           | James Blake           | James Blake | 6           | 6           |  |  |                       |                       | James Blake           | James Blake   | 2             | 6 | 62 |                  |                  |              |              |              |  |
|  | Eric Taino            | Eric Taino            | Eric Taino  | 2           | 4           |  |  | James Blake           | James Blake           | 4                     | 6             | 6             |   |    |                  |                  |              |              |              |  |
|  |                       | Robby Ginepri         | 7           | 5           | 6           |  |  | Robby Ginepri         | Robby Ginepri         | 6                     | 3             | 3             |   |    |                  |                  |              |              |              |  |
|  | 6                     | Justin Gimelstob      | 62          | 7           | 4           |  |  |                       |                       |                       |               |               |   |    |                  |                  |              |              |              |  |

### Sezione 4
|  | Primo turno            | Primo turno            | Primo turno            | Primo turno | Primo turno |  |  | Secondo turno | Secondo turno          | Secondo turno          | Secondo turno | Secondo turno |   |   | Ultimo turno | Ultimo turno  | Ultimo turno | Ultimo turno | Ultimo turno |  |
|  |                        |                        |                        |             |             |  |  |               |                        |                        |               |               |   |   |              |               |              |              |              |  |
|  |                        | Tomas Behrend          | Tomas Behrend          | 6           | 6           |  |  |               |                        |                        |               |               |   |   |              |               |              |              |              |  |
|  | 4                      | Markus Hantschk        | Markus Hantschk        | 3           | 1           |  |  | Tomas Behrend | Tomas Behrend          | 2                      | 6             | 3             |   |   |              |               |              |              |              |  |
|  | Julian Knowle          | Julian Knowle          | Julian Knowle          | 7           | 6           |  |  | Julian Knowle | Julian Knowle          | 6                      | 4             | 6             |   |   |              |               |              |              |              |  |
|  | Ronald Agénor          | Ronald Agénor          | Ronald Agénor          | 65          | 3           |  |  |               |                        |                        |               |               |   |   |              | Julian Knowle | 2            | 6            | 3            |  |
|  | Dennis van Scheppingen | Dennis van Scheppingen | Dennis van Scheppingen | 6           | 6           |  |  |               |                        | 8                      | André Sá      | 6             | 3 | 6 |              |               |              |              |              |  |
|  | Hugo Armando           | Hugo Armando           | Hugo Armando           | 2           | 4           |  |  |               | Dennis van Scheppingen | Dennis van Scheppingen | 2             | 64            |   |   |              |               |              |              |              |  |
|  | 8                      | André Sá               | André Sá               | 6           | 6           |  |  | 8             | André Sá               | André Sá               | 6             | 7             |   |   |              |               |              |              |              |  |
|  |                        | David Nalbandian       | David Nalbandian       | 4           | 2           |  |  |               |                        |                        |               |               |   |   |              |               |              |              |              |  |